# Sexto Júlio Severo
Sexto Júlio Severo (em latim Sextus Julius Severus) foi um reputado militar e político romano do século II.

## História
Sexto Júlio Severo foi cônsul ordinário em 127 d.C., após o qual foi designado como governador em Mésia. Por volta de 131, durante o principado de Adriano, foi designado como Governador da Britânia.
Em 133 estourou na Judeia a Revolta de Barcoquebas. A violenta sublevação surpreendeu Roma. Simão Barcoquebas somou às suas filas  judeus oriundos de todo o império e obteve rápidas vitórias conquistando Jerusalém onde se proclamou rei e mandou a cunhar moedas comemorativas com a lenda: Ano da redenção de Israel.
Adriano, que se encontrava na Síria, frente da situação e temendo que os distúrbios se estendessem para outros sítios do império, decidiu enviar Severo. Este reuniu um forte exército. Severo visou a evitar uma batalha campal, preferindo isolar e eliminar pequenos grupos e as populações em que podiam encontrar suporte.
No verão de 135 caiu Jerusalém, e os sobreviventes retiraram-se para a fortaleza de Betar (ou Bether), que foi sitiada e tomada a  9 de agosto de 135. As perdas romanas foram grandes, incluída a Legião XXII Deiotariana. Porém, a destruição na Judeia foi incomensurável. Segundo Dião Cássio faleceram 580.000 judeus, e 50 cidades e 985 aldeias foram arrasadas. Os sobreviventes dispersaram-se por todo o mundo e Jerusalém foi arrasada. No seu lugar foi levantada uma população greco-romana, Aélia Capitolina.
Controlada a rebelião, Severo foi enviado para a Bitínia, a qual, em termos de Dião Cássio:
| “ | não precisava de força armada, senão de um governador e líder que fosse justo, prudente e um homem distinguido. Severo possuía todas essas qualidades. E ele soube administrar tanto os seus assuntos privados como os públicos de tal modo que até mesmo hoje é recordado. | ” |